# La Guiòla
|  | No s'ha de confondre amb La Guiola (formatge). |

La Guiòla (en francès Laguiole) és un municipi del departament francès de l'Avairon, a la regió d'Occitània. Està situat a l'Aubrac, compta amb una estació d'esquí i és conegut pels ganivets i per donar nom al formatge AOC de La Guiola.

## Patrimoni cultural
- Església de Sant Mateu de La Guiòla: té un portal del segle xvi.